# Guante de Oro
El Guante de Oro es el premio otorgado en las Grandes Ligas de Béisbol al final de cada temporada al jugador que sea defensivamente excepcional en su posición y es presentado por la marca Rawlings. El premio se presenta a 18 jugadores en total cada año, uno por cada posición en la Liga Americana y la Liga Nacional. En el caso de los jardineros, el premio no va a un jardinero izquierdo, uno central y uno derecho, sino que va a los tres jardineros más destacados defensivamente, sin tomar en cuenta en que zona del jardín juegan. Algunos críticos consideran que se debe otorgar un Guante de Oro por cada posición, ya que cada zona del jardín no es igual a las otras. La votación para quienes recibirán el Guante de Oro es llevada a cabo por los entrenadores y mánager. Los mánager no pueden votar por sus propios jugadores.
En 1957, la marca manufacturadora de equipo de béisbol Rawlings tuvo la idea del premio del Guante de Oro como una manera de conmemorar la excelencia defensiva en cada posición del béisbol. El trofeo es un guante color dorado sobre una base de madera.
La mayor cantidad de Guantes de Oro ganados por un jugador es de 18, y lo logró el lanzador Greg Maddux en el 2008.
El único jugador que ha ganado Guantes de Oro en el cuadro y en el jardín ha sido Darin Erstad, que ganó dos Guantes de Oro como jardinero en el 2000 y 2002 y como primera base en el 2004. Todos los ganó con los Anaheim Angels.
Rafael Palmeiro puede considerarse el único bateador designado que ha ganado el premio. En 1999 Palmeiro ganó el premio con los Texas Rangers a pesar de que solo jugó 28 partidos en primera base y 135 como bateador designado.

## Ganadores

### Leyenda
| Año    | Temporada de Grandes Ligas                                                   |
| 1B     | Primera base                                                                 |
| 2B     | Segunda base                                                                 |
| 3B     | Tercera base                                                                 |
| SS     | Campocorto                                                                   |
| OF     | Jardinero                                                                    |
| C      | Receptor                                                                     |
| P      | Lanzador                                                                     |
| * o ** | Ganador del mayor número de Bates de Plata en su posición (** indica empate) |
| †      | Miembro del Salón de la Fama del Béisbol                                     |

### Ganadores de la Liga Americana
| Año  | 1B                    | 2B                | 3B                 | SS                | OF                | OF                           | OF                | C                 | P                              | UTIL           |
| ---- | --------------------- | ----------------- | ------------------ | ----------------- | ----------------- | ---------------------------- | ----------------- | ----------------- | ------------------------------ | -------------- |
| 1957 | Gil Hodges            | Nellie Fox†       | Frank Malzone      | Roy McMillan      | Willie Mays**†    | Al Kaline†                   | Minnie Miñoso     | Sherm Lollar      | Bobby Shantz                   | N/A            |
| 1958 | Vic Power             | Frank Bolling     | Frank Malzone      | Luis Aparicio†    | Norm Siebern      | Al Kaline†                   | Jimmy Piersall    | Sherm Lollar      | Bobby Shantz                   | N/A            |
| 1959 | Vic Power             | Nellie Fox†       | Frank Malzone      | Luis Aparicio†    | Jackie Jensen     | Al Kaline†                   | Minnie Miñoso     | Sherm Lollar      | Bobby Shantz                   | N/A            |
| 1960 | Vic Power             | Nellie Fox†       | Brooks Robinson*†  | Luis Aparicio†    | Jim Landis        | Roger Maris                  | Minnie Miñoso     | Earl Battey       | Bobby Shantz                   | N/A            |
| 1961 | Vic Power             | Bobby Richardson  | Brooks Robinson*†  | Luis Aparicio†    | Jim Landis        | Al Kaline†                   | Jimmy Piersall    | Earl Battey       | Frank Lary                     | N/A            |
| 1962 | Vic Power             | Bobby Richardson  | Brooks Robinson*†  | Luis Aparicio†    | Jim Landis        | Al Kaline†                   | Mickey Mantle†    | Earl Battey       | Jim Kaat                       | N/A            |
| 1963 | Vic Power             | Bobby Richardson  | Brooks Robinson*†  | Zoilo Versalles   | Jim Landis        | Al Kaline†                   | Carl Yastrzemski† | Elston Howard     | Jim Kaat                       | N/A            |
| 1964 | Vic Power             | Bobby Richardson  | Brooks Robinson*†  | Luis Aparicio†    | Jim Landis        | Al Kaline†                   | Vic Davalillo     | Elston Howard     | Jim Kaat                       | N/A            |
| 1965 | Joe Pepitone          | Bobby Richardson  | Brooks Robinson*†  | Zoilo Versalles   | Tom Tresh         | Al Kaline†                   | Carl Yastrzemski† | Bill Freehan      | Jim Kaat                       | N/A            |
| 1966 | Joe Pepitone          | Bobby Knoop       | Brooks Robinson*†  | Luis Aparicio†    | Tommie Agee       | Al Kaline†                   | Tony Oliva        | Bill Freehan      | Jim Kaat                       | N/A            |
| 1967 | George Scott          | Bobby Knoop       | Brooks Robinson*†  | Jim Fregosi       | Paul Blair        | Al Kaline†                   | Carl Yastrzemski† | Bill Freehan      | Jim Kaat                       | N/A            |
| 1968 | George Scott          | Bobby Knoop       | Brooks Robinson*†  | Luis Aparicio†    | Reggie Smith      | Mickey Stanley               | Carl Yastrzemski† | Bill Freehan      | Jim Kaat                       | N/A            |
| 1969 | Joe Pepitone          | Davey Johnson     | Brooks Robinson*†  | Mark Belanger     | Paul Blair        | Mickey Stanley               | Carl Yastrzemski† | Bill Freehan      | Jim Kaat                       | N/A            |
| 1970 | Jim Spencer           | Davey Johnson     | Brooks Robinson*†  | Luis Aparicio†    | Paul Blair        | Mickey Stanley               | Ken Berry         | Ray Fosse         | Jim Kaat                       | N/A            |
| 1971 | George Scott          | Davey Johnson     | Brooks Robinson*†  | Mark Belanger     | Paul Blair        | Amos Otis                    | Carl Yastrzemski† | Ray Fosse         | Jim Kaat                       | N/A            |
| 1972 | George Scott          | Doug Griffin      | Brooks Robinson*†  | Ed Brinkman       | Paul Blair        | Bobby Murcer                 | Ken Berry         | Carlton Fisk†     | Jim Kaat                       | N/A            |
| 1973 | George Scott          | Bobby Grich       | Brooks Robinson*†  | Mark Belanger     | Paul Blair        | Amos Otis                    | Mickey Stanley    | Thurman Munson    | Jim Kaat                       | N/A            |
| 1974 | George Scott          | Bobby Grich       | Brooks Robinson*†  | Mark Belanger     | Paul Blair        | Amos Otis                    | Joe Rudi          | Thurman Munson    | Jim Kaat                       | N/A            |
| 1975 | George Scott          | Bobby Grich       | Brooks Robinson*†  | Mark Belanger     | Paul Blair        | Fred Lynn                    | Joe Rudi          | Thurman Munson    | Jim Kaat                       | N/A            |
| 1976 | George Scott          | Bobby Grich       | Aurelio Rodríguez  | Mark Belanger     | Dwight Evans      | Rick Manning                 | Joe Rudi          | Jim Sundberg      | Jim Palmer †                   | N/A            |
| 1977 | Jim Spencer           | Frank White       | Graig Nettles      | Mark Belanger     | Juan Beníquez     | Al Cowens                    | Carl Yastrzemski† | Jim Sundberg      | Jim Palmer †                   | N/A            |
| 1978 | Chris Chambliss       | Frank White       | Graig Nettles      | Mark Belanger     | Dwight Evans      | Fred Lynn                    | Rick Miller       | Jim Sundberg      | Jim Palmer †                   | N/A            |
| 1979 | Cecil Cooper          | Frank White       | Buddy Bell         | Rick Burleson     | Dwight Evans      | Fred Lynn                    | Sixto Lezcano     | Jim Sundberg      | Jim Palmer †                   | N/A            |
| 1980 | Cecil Cooper          | Frank White       | Buddy Bell         | Alan Trammell     | Willie Wilson     | Fred Lynn                    | Dwayne Murphy     | Jim Sundberg      | Mike Norris                    | N/A            |
| 1981 | Mike Squires          | Frank White       | Buddy Bell         | Alan Trammell     | Dwight Evans      | Rickey Henderson†            | Dwayne Murphy     | Jim Sundberg      | Mike Norris                    | N/A            |
| 1982 | Eddie Murray†         | Frank White       | Buddy Bell         | Robin Yount†      | Dwight Evans      | Dave Winfield†               | Dwayne Murphy     | Bob Boone         | Ron Guidry                     | N/A            |
| 1983 | Eddie Murray†         | Lou Whitaker      | Buddy Bell         | Alan Trammell     | Dwight Evans      | Dave Winfield†               | Dwayne Murphy     | Lance Parrish     | Ron Guidry                     | N/A            |
| 1984 | Eddie Murray†         | Lou Whitaker      | Buddy Bell         | Alan Trammell     | Dwight Evans      | Dave Winfield†               | Dwayne Murphy     | Lance Parrish     | Ron Guidry                     | N/A            |
| 1985 | Don Mattingly         | Lou Whitaker      | George Brett†      | Alfredo Griffin   | Dwight Evans      | Dave Winfield† & Gary Pettis | Dwayne Murphy     | Lance Parrish     | Ron Guidry                     | N/A            |
| 1986 | Don Mattingly         | Frank White       | Gary Gaetti        | Tony Fernández    | Kirby Puckett†    | Gary Pettis                  | Jesse Barfield    | Bob Boone         | Ron Guidry                     | N/A            |
| 1987 | Don Mattingly         | Frank White       | Gary Gaetti        | Tony Fernández    | Kirby Puckett†    | Dave Winfield†               | Jesse Barfield    | Bob Boone         | Mark Langston                  | N/A            |
| 1988 | Don Mattingly         | Harold Reynolds   | Gary Gaetti        | Tony Fernández    | Kirby Puckett†    | Gary Pettis                  | Devon White       | Bob Boone         | Mark Langston                  | N/A            |
| 1989 | Don Mattingly         | Harold Reynolds   | Gary Gaetti        | Tony Fernández    | Kirby Puckett†    | Gary Pettis                  | Devon White       | Bob Boone         | Bret Saberhagen                | N/A            |
| 1990 | Mark McGwire          | Harold Reynolds   | Kelly Gruber       | Ozzie Guillén     | Gary Pettis       | Ellis Burks                  | Ken Griffey Jr.†  | Sandy Alomar, Jr. | Mike Boddicker                 | N/A            |
| 1991 | Don Mattingly         | Roberto Alomar*†  | Robin Ventura      | Cal Ripken, Jr.†  | Kirby Puckett†    | Devon White                  | Ken Griffey Jr.†  | Tony Peña         | Mark Langston                  | N/A            |
| 1992 | Don Mattingly         | Roberto Alomar*†  | Robin Ventura      | Cal Ripken, Jr.†  | Kirby Puckett†    | Devon White                  | Ken Griffey Jr.†  | Iván Rodríguez*   | Mark Langston                  | N/A            |
| 1993 | Don Mattingly         | Roberto Alomar*†  | Robin Ventura      | Omar Vizquel      | Kenny Lofton      | Devon White                  | Ken Griffey Jr.†  | Iván Rodríguez*   | Mark Langston                  | N/A            |
| 1994 | Don Mattingly         | Roberto Alomar*†  | Wade Boggs†        | Omar Vizquel      | Kenny Lofton      | Devon White                  | Ken Griffey Jr.†  | Iván Rodríguez*   | Mark Langston                  | N/A            |
| 1995 | J. T. Snow            | Roberto Alomar*†  | Wade Boggs†        | Omar Vizquel      | Kenny Lofton      | Devon White                  | Ken Griffey Jr.†  | Iván Rodríguez*   | Mark Langston                  | N/A            |
| 1996 | J. T. Snow            | Roberto Alomar*†  | Robin Ventura      | Omar Vizquel      | Kenny Lofton      | Jay Buhner                   | Ken Griffey Jr.†  | Iván Rodríguez*   | Mike Mussina                   | N/A            |
| 1997 | Rafael Palmeiro       | Chuck Knoblauch   | Matt Williams      | Omar Vizquel      | Bernie Williams   | Jim Edmonds                  | Ken Griffey Jr.†  | Iván Rodríguez*   | Mike Mussina                   | N/A            |
| 1998 | Rafael Palmeiro       | Roberto Alomar*†  | Robin Ventura      | Omar Vizquel      | Bernie Williams   | Jim Edmonds                  | Ken Griffey Jr.†  | Iván Rodríguez*   | Mike Mussina                   | N/A            |
| 1999 | Rafael Palmeiro       | Roberto Alomar*†  | Scott Brosius      | Omar Vizquel      | Bernie Williams   | Shawn Green                  | Ken Griffey Jr.†  | Iván Rodríguez*   | Mike Mussina                   | N/A            |
| 2000 | John Olerud           | Roberto Alomar*†  | Travis Fryman      | Omar Vizquel      | Bernie Williams   | Jermaine Dye                 | Darin Erstad      | Iván Rodríguez*   | Kenny Rogers                   | N/A            |
| 2001 | Doug Mientkiewicz     | Roberto Alomar*†  | Eric Chavez        | Omar Vizquel      | Torii Hunter      | Mike Cameron                 | Ichiro Suzuki     | Iván Rodríguez*   | Mike Mussina                   | N/A            |
| 2002 | John Olerud           | Bret Boone        | Eric Chavez        | Alex Rodriguez    | Torii Hunter      | Darin Erstad                 | Ichiro Suzuki     | Bengie Molina     | Kenny Rogers                   | N/A            |
| 2003 | John Olerud           | Bret Boone        | Eric Chavez        | Alex Rodriguez    | Torii Hunter      | Mike Cameron                 | Ichiro Suzuki     | Bengie Molina     | Mike Mussina                   | N/A            |
| 2004 | Darin Erstad          | Bret Boone        | Eric Chavez        | Derek Jeter       | Torii Hunter      | Vernon Wells                 | Ichiro Suzuki     | Iván Rodríguez*   | Kenny Rogers                   | N/A            |
| 2005 | Mark Teixeira         | Orlando Hudson    | Eric Chavez        | Derek Jeter       | Torii Hunter      | Vernon Wells                 | Ichiro Suzuki     | Jason Varitek     | Kenny Rogers                   | N/A            |
| 2006 | Mark Teixeira         | Mark Grudzielanek | Eric Chavez        | Derek Jeter       | Torii Hunter      | Vernon Wells                 | Ichiro Suzuki     | Iván Rodríguez*   | Kenny Rogers                   | N/A            |
| 2007 | Kevin Youkilis        | Plácido Polanco   | Adrián Beltré      | Orlando Cabrera   | Torii Hunter      | Grady Sizemore               | Ichiro Suzuki     | Iván Rodríguez*   | Johan Santana                  | N/A            |
| 2008 | Carlos Peña           | Dustin Pedroia    | Adrián Beltré      | Michael Young     | Torii Hunter      | Grady Sizemore               | Ichiro Suzuki     | Joe Mauer         | Mike Mussina                   | N/A            |
| 2009 | Mark Teixeira         | Plácido Polanco   | Evan Longoria      | Derek Jeter       | Torii Hunter      | Adam Jones                   | Ichiro Suzuki     | Joe Mauer         | Mark Buehrle                   | N/A            |
| 2010 | Mark Teixeira         | Robinson Canó     | Evan Longoria      | Derek Jeter       | Carl Crawford     | Franklin Gutiérrez           | Ichiro Suzuki     | Joe Mauer         | Mark Buehrle                   | N/A            |
| 2011 | Adrián González       | Dustin Pedroia    | Adrián Beltré      | Erick Aybar       | Alex Gordon       | Jacoby Ellsbury              | Nick Markakis     | Matt Wieters      | Mark Buehrle                   | N/A            |
| 2012 | Mark Teixeira         | Robinson Canó     | Adrián Beltré      | J. J. Hardy       | Alex Gordon       | Adam Jones                   | Josh Reddick      | Matt Wieters      | Jeremy Hellickson & Jake Peavy | N/A            |
| 2013 | Eric Hosmer           | Dustin Pedroia    | Manny Machado      | J. J. Hardy       | Alex Gordon       | Adam Jones                   | Shane Victorino   | Salvador Pérez    | R. A. Dickey                   | N/A            |
| 2014 | Eric Hosmer           | Dustin Pedroia    | Kyle Seager        | J. J. Hardy       | Alex Gordon       | Adam Jones                   | Nick Markakis     | Salvador Pérez    | Dallas Keuchel                 | N/A            |
| 2015 | Eric Hosmer           | José Altuve       | Manny Machado      | Alcides Escobar   | Yoenis Céspedes   | Kevin Kiermaier              | Kole Calhoun      | Salvador Pérez    | Dallas Keuchel                 | N/A            |
| 2016 | Mitch Moreland        | Ian Kinsler       | Adrián Beltré      | Francisco Lindor  | Brett Gardner     | Kevin Kiermaier              | Mookie Betts      | Salvador Pérez    | Dallas Keuchel                 | N/A            |
| 2017 | Eric Hosmer           | Brian Dozier      | Evan Longoria      | Andrelton Simmons | Alex Gordon       | Byron Buxton                 | Mookie Betts      | Martín Maldonado  | Marcus Stroman                 | N/A            |
| 2018 | Matt Olson            | Ian Kinsler       | Matt Chapman       | Andrelton Simmons | Alex Gordon       | Jackie Bradley               | Mookie Betts      | Salvador Pérez    | Dallas Keuchel                 | N/A            |
| 2019 | Matt Olson            | Yolmer Sánchez    | Matt Chapman       | Francisco Lindor  | Alex Gordon       | Kevin Kiermaier              | Mookie Betts      | Roberto Pérez     | Mike Leake                     | N/A            |
| 2020 | Evan White            | César Hernández   | Isiah Kiner-Falefa | J. P. Crawford    | Alex Gordon       | Luis Robert                  | Joey Gallo        | Roberto Pérez     | Griffin Canning                | N/A            |
| 2021 | Yulieski Gourriel     | Marcus Semien     | Matt Chapman       | Carlos Correa     | Andrew Benintendi | Michael A. Taylor            | Joey Gallo        | Sean Murphy       | Dallas Keuchel                 | N/A            |
| 2022 | Vladimir Guerrero Jr. | Andrés Giménez    | Ramón Urías        | Jeremy Peña       | Steven Kwan       | Myles Straw                  | Kyle Tucker       | Jose Trevino      | Shane Bieber                   | DJ LeMahieu    |
| 2023 | Nathaniel Lowe        | Andrés Giménez    | Matt Chapman       | Anthony Volpe     | Steven Kwan       | Kevin Kiermaier              | Adolis García     | Jonah Heim        | José Berríos                   | Mauricio Dubón |
| 2024 | Carlos Santana        | Andrés Giménez    | Alex Bregman       | Bobby Witt Jr.    | Steven Kwan       | Daulton Varsho               | Wilyer Abreu      | Cal Raleigh       | Seth Lugo                      | Dylan Moore    |

### Ganadores de la Liga Nacional
| Año  | 1B                            | 2B               | 3B              | SS                | OF                            | OF                  | OF                 | C               | P                   | UTIL            |
| ---- | ----------------------------- | ---------------- | --------------- | ----------------- | ----------------------------- | ------------------- | ------------------ | --------------- | ------------------- | --------------- |
| 1957 | Gil Hodges                    | Nellie Fox†      | Frank Malzone   | Roy McMillan      | Minnie Miñoso                 | Al Kaline†          | Willie Mays**†     | Sherm Lollar    | Bobby Shantz        | N/A             |
| 1958 | Gil Hodges                    | Bill Mazeroski†  | Ken Boyer       | Roy McMillan      | Hank Aaron†                   | Frank Robinson†     | Willie Mays**†     | Del Crandall    | Harvey Haddix       | N/A             |
| 1959 | Gil Hodges                    | Charlie Neal     | Ken Boyer       | Roy McMillan      | Hank Aaron†                   | Jackie Brandt       | Willie Mays**†     | Del Crandall    | Harvey Haddix       | N/A             |
| 1960 | Bill White                    | Bill Mazeroski†  | Ken Boyer       | Ernie Banks†      | Hank Aaron†                   | Wally Moon          | Willie Mays**†     | Del Crandall    | Harvey Haddix       | N/A             |
| 1961 | Bill White                    | Bill Mazeroski†  | Ken Boyer       | Maury Wills       | Vada Pinson                   | Roberto Clemente**† | Willie Mays**†     | Johnny Roseboro | Bobby Shantz        | N/A             |
| 1962 | Bill White                    | Ken Hubbs        | Jim Davenport   | Maury Wills       | Bill Virdon                   | Roberto Clemente**† | Willie Mays**†     | Del Crandall    | Bobby Shantz        | N/A             |
| 1963 | Bill White                    | Bill Mazeroski†  | Ken Boyer       | Bobby Wine        | Curt Flood                    | Roberto Clemente**† | Willie Mays**†     | Johnny Edwards  | Bobby Shantz        | N/A             |
| 1964 | Bill White                    | Bill Mazeroski†  | Ron Santo†      | Rubén Amaro, Sr.  | Curt Flood                    | Roberto Clemente**† | Willie Mays**†     | Johnny Edwards  | Bobby Shantz        | N/A             |
| 1965 | Bill White                    | Bill Mazeroski†  | Ron Santo†      | Leo Cárdenas      | Curt Flood                    | Roberto Clemente**† | Willie Mays**†     | Joe Torre†      | Bob Gibson †        | N/A             |
| 1966 | Bill White                    | Bill Mazeroski†  | Ron Santo†      | Gene Alley        | Curt Flood                    | Roberto Clemente**† | Willie Mays**†     | Johnny Roseboro | Bob Gibson†         | N/A             |
| 1967 | Wes Parker                    | Bill Mazeroski†  | Ron Santo†      | Gene Alley        | Curt Flood                    | Roberto Clemente**† | Willie Mays**†     | Randy Hundley   | Bob Gibson†         | N/A             |
| 1968 | Wes Parker                    | Glenn Beckert    | Ron Santo†      | Dal Maxvill       | Curt Flood                    | Roberto Clemente**† | Willie Mays**†     | Johnny Bench†   | Bob Gibson†         | N/A             |
| 1969 | Wes Parker                    | Félix Millán     | Clete Boyer     | Don Kessinger     | Curt Flood                    | Roberto Clemente**† | Pete Rose          | Johnny Bench†   | Bob Gibson†         | N/A             |
| 1970 | Wes Parker                    | Tommy Helms      | Doug Rader      | Don Kessinger     | Tommie Agee                   | Roberto Clemente**† | Pete Rose          | Johnny Bench†   | Bob Gibson†         | N/A             |
| 1971 | Wes Parker                    | Tommy Helms      | Doug Rader      | Bud Harrelson     | Willie Davis                  | Roberto Clemente**† | Bobby Bonds        | Johnny Bench†   | Bob Gibson†         | N/A             |
| 1972 | Wes Parker                    | Félix Millán     | Doug Rader      | Larry Bowa        | Willie Davis                  | Roberto Clemente**† | César Cedeño       | Johnny Bench†   | Bob Gibson†         | N/A             |
| 1973 | Mike Jorgensen                | Joe Morgan†      | Doug Rader      | Roger Metzger     | Willie Davis                  | Bobby Bonds         | César Cedeño       | Johnny Bench†   | Bob Gibson†         | N/A             |
| 1974 | Steve Garvey                  | Joe Morgan†      | Doug Rader      | Dave Concepción   | César Gerónimo                | Bobby Bonds         | César Cedeño       | Johnny Bench†   | Andy Messersmith    | N/A             |
| 1975 | Steve Garvey                  | Joe Morgan†      | Ken Reitz       | Dave Concepción   | César Gerónimo                | Garry Maddox        | César Cedeño       | Johnny Bench†   | Andy Messersmith    | N/A             |
| 1976 | Steve Garvey                  | Joe Morgan†      | Mike Schmidt†   | Dave Concepción   | César Gerónimo                | Garry Maddox        | César Cedeño       | Johnny Bench†   | Jim Kaat            | N/A             |
| 1977 | Steve Garvey                  | Joe Morgan†      | Mike Schmidt†   | Dave Concepción   | César Gerónimo                | Garry Maddox        | Dave Parker        | Johnny Bench†   | Jim Kaat            | N/A             |
| 1978 | Keith Hernandez*              | Davey Lopes      | Mike Schmidt†   | Larry Bowa        | Ellis Valentine               | Garry Maddox        | Dave Parker        | Bob Boone       | Phil Niekro†        | N/A             |
| 1979 | Keith Hernandez*              | Manny Trillo     | Mike Schmidt†   | Dave Concepción   | Dave Winfield†                | Garry Maddox        | Dave Parker        | Bob Boone       | Phil Niekro†        | N/A             |
| 1980 | Keith Hernandez*              | Doug Flynn       | Mike Schmidt†   | Ozzie Smith*†     | Dave Winfield†                | Garry Maddox        | Andre Dawson†      | Gary Carter†    | Phil Niekro†        | N/A             |
| 1981 | Keith Hernandez*              | Manny Trillo     | Mike Schmidt†   | Ozzie Smith*†     | Dusty Baker                   | Garry Maddox        | Andre Dawson†      | Gary Carter†    | Steve Carlton†      | N/A             |
| 1982 | Keith Hernandez*              | Manny Trillo     | Mike Schmidt†   | Ozzie Smith*†     | Dale Murphy                   | Garry Maddox        | Andre Dawson†      | Gary Carter†    | Phil Niekro†        | N/A             |
| 1983 | Keith Hernandez*              | Ryne Sandberg†   | Mike Schmidt†   | Ozzie Smith*†     | Dale Murphy                   | Willie McGee        | Andre Dawson†      | Tony Peña       | Phil Niekro†        | N/A             |
| 1984 | Keith Hernandez*              | Ryne Sandberg†   | Mike Schmidt†   | Ozzie Smith*†     | Dale Murphy                   | Bob Dernier         | Andre Dawson†      | Tony Peña       | Joaquín Andújar     | N/A             |
| 1985 | Keith Hernandez*              | Ryne Sandberg†   | Tim Wallach     | Ozzie Smith*†     | Dale Murphy                   | Willie McGee        | Andre Dawson†      | Tony Peña       | Rick Reuschel       | N/A             |
| 1986 | Keith Hernandez*              | Ryne Sandberg†   | Mike Schmidt†   | Ozzie Smith*†     | Dale Murphy                   | Willie McGee        | Tony Gwynn†        | Jody Davis      | Fernando Valenzuela | N/A             |
| 1987 | Keith Hernandez*              | Ryne Sandberg†   | Terry Pendleton | Ozzie Smith*†     | Eric Davis                    | Andre Dawson†       | Tony Gwynn†        | Mike LaValliere | Rick Reuschel       | N/A             |
| 1988 | Keith Hernandez*              | Ryne Sandberg†   | Tim Wallach     | Ozzie Smith*†     | Eric Davis                    | Andre Dawson†       | Andy Van Slyke     | Benito Santiago | Orel Hershiser      | N/A             |
| 1989 | Andrés Galarraga              | Ryne Sandberg†   | Terry Pendleton | Ozzie Smith*†     | Eric Davis                    | Tony Gwynn†         | Andy Van Slyke     | Benito Santiago | Ron Darling         | N/A             |
| 1990 | Andrés Galarraga              | Ryne Sandberg†   | Tim Wallach     | Ozzie Smith*†     | Barry Bonds                   | Tony Gwynn†         | Andy Van Slyke     | Benito Santiago | Greg Maddux*†       | N/A             |
| 1991 | Will Clark                    | Ryne Sandberg†   | Matt Williams   | Ozzie Smith*†     | Barry Bonds                   | Tony Gwynn†         | Andy Van Slyke     | Tom Pagnozzi    | Greg Maddux*†       | N/A             |
| 1992 | Mark Grace                    | José Lind        | Terry Pendleton | Ozzie Smith*†     | Barry Bonds                   | Larry Walker        | Andy Van Slyke     | Tom Pagnozzi    | Greg Maddux*†       | N/A             |
| 1993 | Mark Grace                    | Robby Thompson   | Matt Williams   | Jay Bell          | Barry Bonds                   | Larry Walker        | Marquis Grissom    | Kirt Manwaring  | Greg Maddux*†       | N/A             |
| 1994 | Jeff Bagwell                  | Craig Biggio†    | Matt Williams   | Barry Larkin†     | Barry Bonds                   | Darren Lewis        | Marquis Grissom    | Tom Pagnozzi    | Greg Maddux*†       | N/A             |
| 1995 | Mark Grace                    | Craig Biggio†    | Ken Caminiti    | Barry Larkin†     | Raúl Mondesí                  | Steve Finley        | Marquis Grissom    | Charles Johnson | Greg Maddux*†       | N/A             |
| 1996 | Mark Grace                    | Craig Biggio†    | Ken Caminiti    | Barry Larkin†     | Barry Bonds                   | Steve Finley        | Marquis Grissom    | Charles Johnson | Greg Maddux*†       | N/A             |
| 1997 | J. T. Snow                    | Craig Biggio†    | Ken Caminiti    | Rey Ordóñez       | Barry Bonds                   | Larry Walker        | Raúl Mondesí       | Charles Johnson | Greg Maddux*†       | N/A             |
| 1998 | J. T. Snow                    | Bret Boone       | Scott Rolen     | Rey Ordóñez       | Barry Bonds                   | Larry Walker        | Andruw Jones       | Charles Johnson | Greg Maddux*†       | N/A             |
| 1999 | J. T. Snow                    | Pokey Reese      | Robin Ventura   | Rey Ordóñez       | Steve Finley                  | Larry Walker        | Andruw Jones       | Mike Lieberthal | Greg Maddux*†       | N/A             |
| 2000 | J. T. Snow                    | Pokey Reese      | Scott Rolen     | Neifi Pérez       | Steve Finley                  | Jim Edmonds         | Andruw Jones       | Mike Matheny    | Greg Maddux*†       | N/A             |
| 2001 | Todd Helton                   | Fernando Viña    | Scott Rolen     | Orlando Cabrera   | Larry Walker                  | Jim Edmonds         | Andruw Jones       | Brad Ausmus     | Greg Maddux*†       | N/A             |
| 2002 | Todd Helton                   | Fernando Viña    | Scott Rolen     | Édgar Rentería    | Larry Walker                  | Jim Edmonds         | Andruw Jones       | Brad Ausmus     | Greg Maddux*†       | N/A             |
| 2003 | Derrek Lee                    | Luis Castillo    | Scott Rolen     | Édgar Rentería    | José Cruz, Jr.                | Jim Edmonds         | Andruw Jones       | Mike Matheny    | Mike Hampton        | N/A             |
| 2004 | Todd Helton                   | Luis Castillo    | Scott Rolen     | César Izturis     | Steve Finley                  | Jim Edmonds         | Andruw Jones       | Mike Matheny    | Greg Maddux*†       | N/A             |
| 2005 | Derrek Lee                    | Luis Castillo    | Mike Lowell     | Omar Vizquel      | Bobby Abreu                   | Jim Edmonds         | Andruw Jones       | Mike Matheny    | Greg Maddux*†       | N/A             |
| 2006 | Albert Pujols                 | Orlando Hudson   | Scott Rolen     | Omar Vizquel      | Mike Cameron                  | Carlos Beltrán      | Andruw Jones       | Brad Ausmus     | Greg Maddux*†       | N/A             |
| 2007 | Derrek Lee                    | Orlando Hudson   | David Wright    | Jimmy Rollins     | Aaron Rowand & Jeff Francoeur | Carlos Beltrán      | Andruw Jones       | Russell Martin  | Greg Maddux*†       | N/A             |
| 2008 | Adrián González               | Brandon Phillips | David Wright    | Jimmy Rollins     | Nate McLouth                  | Carlos Beltrán      | Shane Victorino    | Yadier Molina   | Greg Maddux*†       | N/A             |
| 2009 | Adrián González               | Orlando Hudson   | Ryan Zimmerman  | Jimmy Rollins     | Michael Bourn                 | Matt Kemp           | Shane Victorino    | Yadier Molina   | Adam Wainwright     | N/A             |
| 2010 | Albert Pujols                 | Brandon Phillips | Scott Rolen     | Troy Tulowitzki   | Michael Bourn                 | Carlos González     | Shane Victorino    | Yadier Molina   | Bronson Arroyo      | N/A             |
| 2011 | Joey Votto                    | Brandon Phillips | Plácido Polanco | Troy Tulowitzki   | Gerardo Parra                 | Matt Kemp           | Andre Ethier       | Yadier Molina   | Clayton Kershaw     | N/A             |
| 2012 | Adam LaRoche                  | Darwin Barney    | Chase Headley   | Jimmy Rollins     | Carlos González               | Andrew McCutchen    | Jason Heyward      | Yadier Molina   | Mark Buehrle        | N/A             |
| 2013 | Paul Goldschmidt              | Brandon Phillips | Nolan Arenado   | Andrelton Simmons | Carlos González               | Carlos Gómez        | Gerardo Parra      | Yadier Molina   | Adam Wainwright     | N/A             |
| 2014 | Adrián González               | DJ LeMahieu      | Nolan Arenado   | Andrelton Simmons | Christian Yelich              | Juan Lagares        | Jason Heyward      | Yadier Molina   | Zack Greinke        | N/A             |
| 2015 | Paul Goldschmidt              | Dee Gordon       | Nolan Arenado   | Brandon Crawford  | Starling Marte                | A. J. Pollock       | Jason Heyward      | Yadier Molina   | Zack Greinke        | N/A             |
| 2016 | Anthony Rizzo                 | Joe Panik        | Nolan Arenado   | Brandon Crawford  | Starling Marte                | Ender Inciarte      | Jason Heyward      | Buster Posey    | Zack Greinke        | N/A             |
| 2017 | Paul Goldschmidt              | DJ LeMahieu      | Nolan Arenado   | Brandon Crawford  | Marcell Ozuna                 | Ender Inciarte      | Jason Heyward      | Tucker Barnhart | Zack Greinke        | N/A             |
| 2018 | Anthony Rizzo Freddie Freeman | DJ LeMahieu      | Nolan Arenado   | Nick Ahmed        | Corey Dickerson               | Ender Inciarte      | Nick Markakis      | Yadier Molina   | Zack Greinke        | N/A             |
| 2019 | Anthony Rizzo                 | Kolten Wong      | Nolan Arenado   | Nick Ahmed        | David Peralta                 | Lorenzo Cain        | Cody Bellinger     | J. T. Realmuto  | Zack Greinke        | N/A             |
| 2020 | Anthony Rizzo                 | Kolten Wong      | Nolan Arenado   | Javier Báez       | Tyler O'Neill                 | Trent Grisham       | Mookie Betts       | Tucker Barnhart | Max Fried           | N/A             |
| 2021 | Paul Goldschmidt              | Tommy Edman      | Nolan Arenado   | Brandon Crawford  | Tyler O'Neill                 | Harrison Bader      | Adam Duvall        | Jacob Stallings | Max Fried           | N/A             |
| 2022 | Christian Walker              | Brendan Rodgers  | Nolan Arenado   | Dansby Swanson    | Ian Happ                      | Trent Grisham       | Mookie Betts       | J. T. Realmuto  | Max Fried           | Brendan Donovan |
| 2023 | Christian Walker              | Nico Hoerner     | Ke'Bryan Hayes  | Dansby Swanson    | Ian Happ                      | Brenton Doyle       | Fernando Tatís Jr. | Gabriel Moreno  | Zack Wheeler        | Ha-seong Kim    |
| 2024 | Christian Walker              | Brice Turang     | Matt Chapman    | Ezequiel Tovar    | Ian Happ                      | Brenton Doyle       | Sal Frelick        | Patrick Bailey  | Chris Sale          | Jared Triolo    |

### Más Guantes de Oro por posición
- Lanzador - Greg Maddux - 18
- Receptor - Iván Rodríguez - 13
- Primera base - Keith Hernández - 11
- Segunda base - Roberto Alomar - 10
- Campocorto - Ozzie Smith - 13
- Tercera base - Brooks Robinson - 16

- Jardinero - Roberto Clemente y Willie Mays - 12

## Premio Guante de Platino

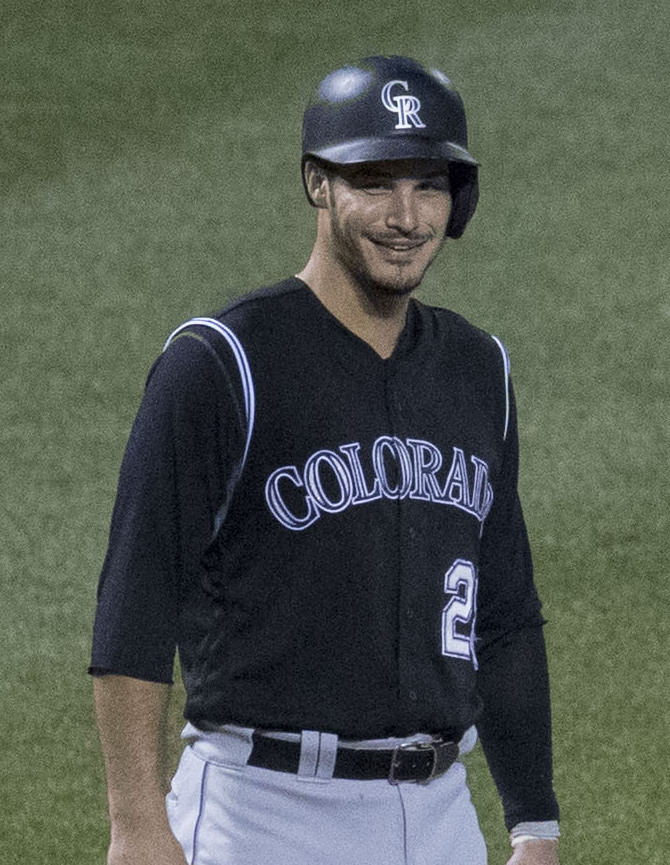
Nolan Arenado (con 6) posee la mayor cantidad de premios Platinum Glove.

En 2011, Rawlings agregó un Premio Guante de Platino anual otorgado al mejor jugador defensivo de cada liga, seleccionado por los fanáticos de los ganadores del Guante de Oro del año. Los números después del nombre de un jugador indican que ha ganado el premio varias veces.
| Año  | Liga Americana    | Liga Americana      | Liga Americana | Liga Nacional      | Liga Nacional       | Liga Nacional |
| Año  | Jugador           | Equipo              | Posición       | Jugador            | Equipo              | Posición      |
| ---- | ----------------- | ------------------- | -------------- | ------------------ | ------------------- | ------------- |
| 2011 | Adrián Beltré     | Texas Rangers       | 3B             | Yadier Molina      | St. Louis Cardinals | C             |
| 2012 | Adrián Beltré (2) | Texas Rangers       | 3B             | Yadier Molina (2)  | St. Louis Cardinals | C             |
| 2013 | Manny Machado     | Baltimore Orioles   | 3B             | Andrelton Simmons  | Atlanta Braves      | SS            |
| 2014 | Alex Gordon       | Kansas City Royals  | LF             | Yadier Molina (3)  | St. Louis Cardinals | C             |
| 2015 | Kevin Kiermaier   | Tampa Bay Rays      | CF             | Yadier Molina (4)  | St. Louis Cardinals | C             |
| 2016 | Francisco Lindor  | Cleveland Indians   | SS             | Anthony Rizzo      | Chicago Cubs        | 1B            |
| 2017 | Byron Buxton      | Minnesota Twins     | CF             | Nolan Arenado      | Colorado Rockies    | 3B            |
| 2018 | Matt Chapman      | Oakland Athletics   | 3B             | Nolan Arenado (2)  | Colorado Rockies    | 3B            |
| 2019 | Matt Chapman (2)  | Oakland Athletics   | 3B             | Nolan Arenado (3)  | Colorado Rockies    | 3B            |
| 2020 | Alex Gordon (2)   | Kansas City Royals  | LF             | Nolan Arenado (4)  | Colorado Rockies    | 3B            |
| 2021 | Carlos Correa     | Houston Astros      | SS             | Nolan Arenado (5)  | St. Louis Cardinals | 3B            |
| 2022 | José Trevino      | New York Yankees    | C              | Nolan Arenado (6)  | St. Louis Cardinals | 3B            |
| 2023 | Andrés Giménez    | Cleveland Guardians | 2B             | Fernando Tatís Jr. | San Diego Padres    | RF            |
| 2024 | Cal Raleigh       | Seattle Mariners    | C              | Brice Turang       | Milwaukee Brewers   | 2B            |